# BK Prostějov
Le BK Prostějov est un club tchèque de basket-ball, évoluant en Mattoni NBL soit le plus haut niveau du championnat tchèque. Le club est basé dans la ville de Prostějov.

## Palmarès
- Champion de 2e division : 2004

## Entraîneurs successifs
- Depuis ? :  Miroslav Marko